# Beetlejuice Beetlejuice
Beetlejuice Beetlejuice es una película de comedia de terror de fantasía oscura gótica estadounidense de 2024, dirigida por Tim Burton, a partir de un guion de Alfred Gough y Miles Millar. Siendo una secuela de Beetlejuice (1988), está protagonizada por Michael Keaton, Winona Ryder y Catherine O'Hara retomando sus papeles de la primera entrega, junto a los nuevos miembros del reparto, Jenna Ortega, Justin Theroux, Monica Bellucci, Arthur Conti y Willem Dafoe.
Beetlejuice Beetlejuice inauguró el Festival Internacional de Cine de Venecia de 2024 el 28 de agosto de 2024, y fue estrenada en cines por Warner Bros. Pictures el 6 de septiembre de 2024.

## Argumento
Lydia Deetz es la presentadora de un programa de entrevistas sobrenatural llamado Ghost House, y tiene una relación romántica con su productor, Rory. Su esposo, Richard, murió en un viaje al Amazonas, y ella está distanciada de su hija Astrid. Lydia todavía puede ver a los muertos, incluido Beetlejuice, aquel fantasma que atormentó a su familia treinta y seis años antes y trató de casarse con ella,pero Astrid no cree en sus poderes. 
Lydia es contactada por su madrastra, Delia, y se entera de que su padre Charles ha muerto, luego las dos, junto con Rory, se dirigen a la escuela de Astrid para contarle la noticia. Y la familia se reúne en Winter River, Connecticut, para enterrar a Charles. En el velorio, Rory le propone matrimonio a Lydia y la presiona para que acepte y se case con él en Halloween dos días después. Astrid anda en bicicleta por la ciudad y conoce a un chico llamado Jeremy, con quien ella se vuelve cercana, y él la invita a pasar Halloween con él.
En el más allá, Beetlejuice ahora supervisa una oficina de «bio-exorcistas» y se comprueba que su negocio marcha muy bien; sin embargo, el pícaro fantasma siente que un vacío le atormenta desde su interior: él todavía añora a Lydia, la única humana que ha amado y lo ha comprendido. Sin embargo, un giro inesperado le permitirá una nueva oportunidad para Beetlejuice de intentar cumplir su anhelo de libertad; su exesposa, Delores, escapa del cautiverio y se lanza a una ola de asesinatos, drenando las almas de los muertos. El detective fantasma Wolf Jackson le advierte de esto, y Beetlejuice les explica a sus compañeros de trabajo que se conocieron durante la Peste Negra, pero ella lo envenenó como parte de un ritual para volverse inmortal y él la asesinó antes de sucumbir. Mientras tanto, Astrid descubre que Jeremy es un fantasma; él le pide que lo acompañe al más allá para ayudarlo a recuperar su vida a cambio de conocer el espíritu de su padre. Lydia se entera por una agente inmobiliaria que Jeremy es un asesino que mató a sus padres hace décadas y murió al caerse de su casa en el árbol cuando la policía intentó arrestarlo. Lydia convoca a Beetlejuice de mala gana y firma un contrato en el que acepta casarse con él si la lleva al más allá para salvar a Astrid. Wolf se entera de que Beetlejuice trae a un miembro de los vivos al más allá y comienza su búsqueda.
Beetlejuice y Lydia buscan a Astrid, a quien Jeremy le muestran la burocracia del más allá. Él admite que ha engañado a Astrid para que intercambie su vida por la suya, y va a las oficinas de inmigración para que le concedan el paso de regreso al mundo de los vivos mientras Astrid es llevada al «Tren del Alma» para ser enviada al Gran Más Allá. El padre de Astrid, Richard, está trabajando cerca y la sigue. Lydia saca a Astrid del Tren del Alma y escapan a través de un portal a la luna  Titán de Saturno, donde Richard las salva de un gusano de arena y las lleva de regreso a las oficinas. Los tres van al edificio de inmigración mientras Jeremy aparentemente consigue sellar su pasaporte, finalizando su intercambio con Astrid, pero el trabajador de inmigración es Beetlejuice, quien arroja a Jeremy a un pozo hacia el Infierno, Richard le muestra a Lydia y Astrid cómo regresar al mundo de los vivos. Mientras tanto, Delia realiza una ceremonia de duelo por Charles y es mordida por dos áspides venenosos. Ella llega al más allá y convoca a Beetlejuice para que la ayude a encontrar a Charles; Él acepta si Delia lo ayuda a encontrar a Lydia.
Lydia y Astrid emergen de un mausoleo cerca de la iglesia donde Rory la espera para casarse con ella. Beetlejuice irrumpe en la boda con Delia y usa el «suero de la verdad» para obligar a Rory a admitir que no ama a Lydia, sino que solo la está usando por su dinero. Beetlejuice luego se viste a sí mismo y a Lydia con ropa formal y se prepara para casarse con ella, cuando Delores llega buscando venganza. Astrid abre un portal para invocar al gusano de arena de Titán y Beetlejuice lo dirige para devorar a Delores y Rory. Wolf llega, pero Beetlejuice lo somete para evitar el arresto y continuar con la ceremonia. Astrid revela que debido a que Beetlejuice trajo ilegalmente a Lydia al más allá, su contrato de matrimonio es nulo. Lydia recita el nombre de Beetlejuice tres veces y lo destierra de regreso al Más Allá. Delia regresa al Más Allá con Wolf después de que ella se despida de Lydia y Astrid. Ella se reencuentra con el espíritu de Charles y ellos abordan el Tren de las Almas hacia el Más Allá. 
Cuando todo vuelve a la normalidad, Lydia termina su espectáculo en Ghost House para pasar más tiempo con su hija Astrid en visitar lugares que había querido ver con Richard. A pesar de esto, Lydia sigue teniendo pesadillas sobre Beetlejuice, incluido un sueño en el que Astrid siendo casada convertida en esposa del joven Vlad vampiro que conoció en Transilvania, da a luz al hijo de Beetlejuice. Después de despertarse de un falso despertar, Lydia se da cuenta de que Beetlejuice no se dará por vencido en su búsqueda.

## Reparto

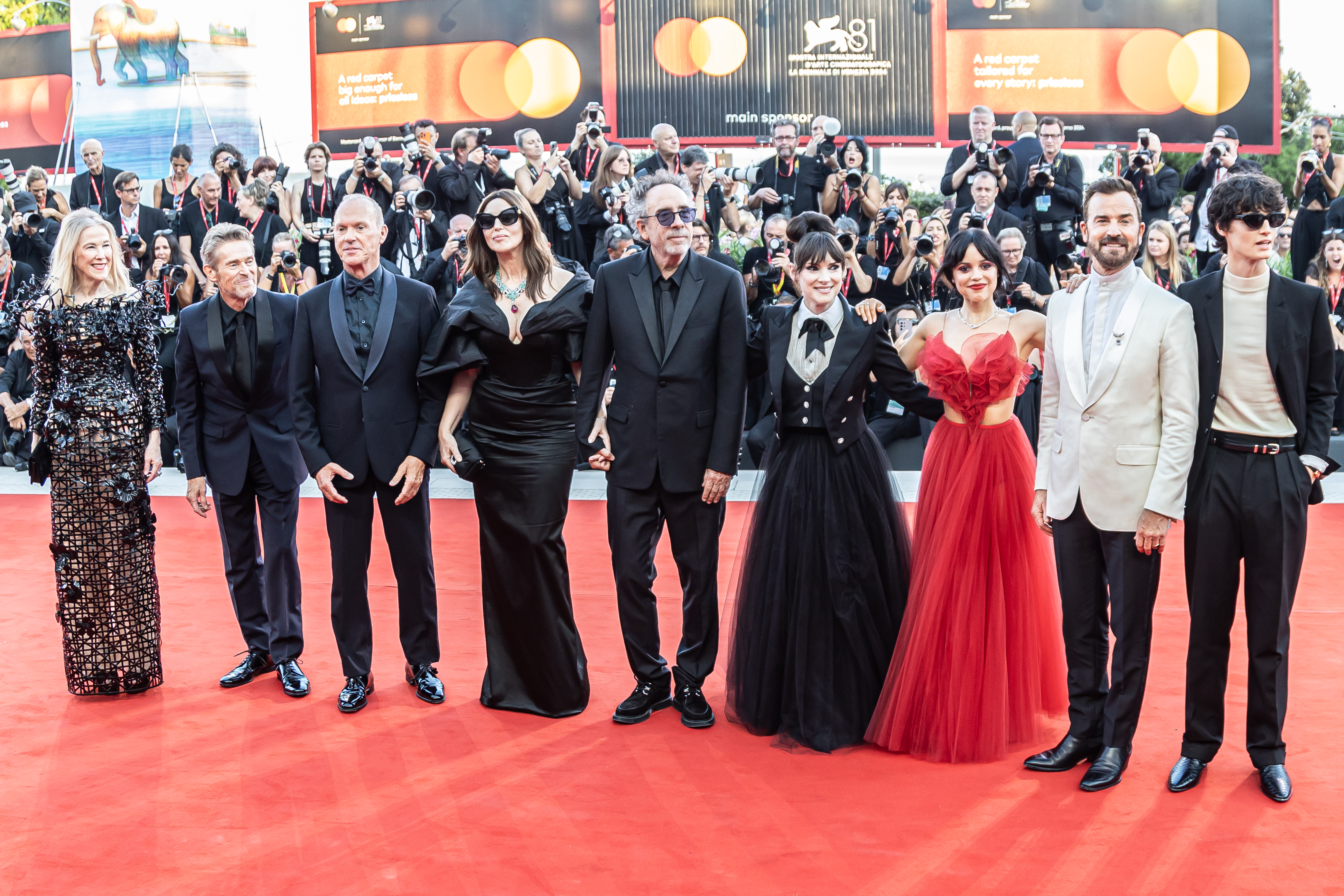
El reparto y equipo de Beetlejuice Beetlejuice en el 81º Festival Internacional de Cine de Venecia.

- Michael Keaton como Betelgeuse (Beetlejuice), un fantasma del más allá y «bio-exorcista» que quiere casarse con alguien del reino de los vivos.
- Winona Ryder como Lydia Deetz, la ex adolescente gótica que casi se casa con Beetlejuice en 1988, ahora madre de Astrid Deetz y anfitriona del programa Ghost House with Lydia Deetz.
- Catherine O'Hara como Delia Deetz, la madrastra de Lydia, abuelastra de Astrid y viuda de Charles Deetz, ahora anfitriona de una exposición de arte real ubicada en una galería de Soho, Londres.
- Jenna Ortega como Astrid Deetz, la escéptica hija adolescente de Lydia y nietastra de Delia.
- Justin Theroux como Rory, el actual novio de Lydia y productor de televisión.
- Monica Bellucci como Delores, la exesposa de Beetlejuice, que, en vida, era una mujer bella y misteriosa, una bruja chupa-almas que envenenó a Beetlejuice varios siglos antes durante la Peste Negra antes de matarla con un hacha en represalia.
- Willem Dafoe como Wolf Jackson, un detective fantasma que, en vida, fue una estrella de acción de películas de serie B.
- Arthur Conti como Jeremy, un joven asesino adolescente fantasma que se convierte en el breve interés amoroso de Astrid.
- Santiago Cabrera como Richard, padre de Astrid y esposo de Lydia que desapareció en el Amazonas de Brasil.
- Burn Gorman como el padre Damien, un reverendo en Winter River.
- Amy Nuttall como la agente inmobiliaria local Jane Butterfield Jr., hija de la señora Jane Butterfield de la primera película, interpretada en la película anterior por Rachel Mittelman.
- Danny DeVito como un conserje del más allá que muere a manos de Delores.
- Nick Kellington como Bob, un zombi «cabeza encogida» que trabaja para Beetlejuice en la central de llamadas en el más allá.
- Mark Heenhan (en físico) y Charlie Hopkinson (voz) como Charles Deetz, el padre de Lydia y el difunto esposo de Delia, a quien un tiburón le come la cabeza, de ahí que vaya al más allá sin su mitad superior. El personaje está representado a semejanza del actor original, Jeffrey Jones, a través de varios medios, incluidas fotos de archivo, pinturas y una secuencia animada en stopmotion que da detalles sobre la muerte del personaje. Su deceso estuvo inspirada en una pesadilla que Burton tuvo sobre su propia muerte, (la eliminación de Jeffrey Jones en la película se debió en gran medida por el escándalo sexual en que se vio involucrado el actor en 2009, más específicamente por tener como víctima a un menor de edad).
- Filipe Cates como Vlad, un joven vestido de vampiro en Transilvania.[4] [5] [6] [7]

## Producción

### Desarrollo
En 1990, Tim Burton contrató a Jonathan Gems para escribir una secuela de Beetlejuice titulada Beetlejuice Goes Hawaiian. Gems mencionó: «Tim pensó que sería divertido combinar el escenario de surf de una película de playa con algún tipo de expresionismo alemán, porque son totalmente opuestos entre sí». La historia sigue a la familia Deetz mientras se mudan a Hawái, donde Charles está desarrollando un complejo turístico. Pronto descubren que la compañía de Charles se está construyendo en un terreno sagrado perteneciente a un antiguo Kahuna hawaiano. El espíritu regresa del más allá para causar problemas, y Beetlejuice se convierte en un héroe al ganar un concurso de surf utilizando magia. Tanto Michael Keaton como Winona Ryder aceptaron participar en la película, bajo la condición de que Burton la dirigiera, pero tanto él como Keaton se vieron distraídos con Batman Returns.
Burton aún mantenía interés en Beetlejuice Goes Hawaiian a principios de 1991. Impresionado por el trabajo de Daniel Waters en Heathers, Burton se acercó a él para realizar una reescritura. Sin embargo, finalmente contrató a Waters para escribir el guion de Batman Returns. En agosto de 1993, el productor David Geffen contrató a Pamela Norris (Troop Beverly Hills, Saturday Night Live) para hacer una reescritura. En 1996, Warner Bros. se acercó a Kevin Smith para reescribir el guion, aunque Smith rechazó la oferta a favor de Superman Lives. Smith bromeó más tarde diciendo: «¿No hemos dicho todo lo que necesitábamos decir en el primer Beetlejuice? ¿Debemos irnos a lo tropical?» En marzo de 1997, Gems emitió un comunicado afirmando: «El guion de Beetlejuice Goes Hawaiian aún pertenece a The Geffen Company y es probable que nunca se realice. De todos modos, no se podría hacer ahora. Winona es demasiado mayor para el papel, y la única forma de llevarlo a cabo sería hacer un reparto completamente nuevo».
En septiembre de 2011, Warner Bros. contrató a Seth Grahame-Smith, quien colaboró con Burton en Dark Shadows y Abraham Lincoln: Vampire Hunter, para escribir y producir una secuela de Beetlejuice. Grahame-Smith se unió al proyecto con la intención de crear «una historia que sea digna de que realmente la hagamos, algo que no se trate solo de obtener ganancias, ni de imponer un remake o un reinicio a la fuerza». También insistió en que Keaton regresaría y que Warner Bros. no cambiaría al actor del papel. Aunque Burton y Keaton aún no habían firmado oficialmente, regresarían si el guion fuera lo suficientemente bueno. Grahame-Smith se reunió con Keaton en febrero de 2012: «Hablamos durante un par de horas sobre el panorama general. Es una prioridad para Warner Bros. Es una prioridad para Tim. [Michael] ha querido hacerlo durante 20 años y hablará con cualquiera que esté dispuesto a escuchar». La historia estaría ambientada en un marco temporal real desde 1988: «Esta será una verdadera secuela que ocurre 26 o 27 años después. Lo genial es que para Beetlejuice, el tiempo no significa nada en el más allá, pero el mundo exterior es otra historia».
En noviembre de 2013, Ryder insinuó la posibilidad de regresar para la secuela al comentar: «Estoy prácticamente obligada a mantener el secreto, pero parece que podría estar sucediendo. Han pasado 27 años. Y debo decir que quiero mucho a Lydia Deetz. Ella fue una parte enorme de mí. Me interesaría mucho saber qué está haciendo 27 años después». Ryder confirmó que solo consideraría hacer una secuela si Burton y Keaton estuvieran involucrados. En diciembre de 2014, Burton afirmó: «Es un personaje que amo y realmente extraño trabajar con Michael. Solo hay un Beetlejuice. Estamos trabajando en un guion y creo que estamos más cerca que nunca, y me encantaría volver a colaborar con él». En enero de 2015, el escritor Grahame-Smith reveló a Entertainment Weekly que el guion estaba terminado y que tanto él como Burton tenían planes de comenzar a filmar Beetlejuice 2 a finales de ese año, con Keaton y Ryder retomando sus respectivos roles. En agosto de 2015, en Late Night with Seth Meyers, Ryder confirmó su participación en la secuela. En mayo de 2016, Burton declaró: «Es algo que realmente me gustaría hacer en las circunstancias adecuadas, pero es una de esas películas en las que todo debe encajar perfectamente. No es una película pida a gritos por una secuela, no es la trilogía de Beetlejuice. Así que es algo que, si todos los elementos están en su lugar, porque amo al personaje y Michael es increíble en ese papel, entonces sí, veremos. Pero aún no hay nada concreto». En octubre de 2017, Mike Vukadinovich fue contratado para reescribir el guion. En abril de 2019, Warner Bros. anunció que la secuela había sido archivada.

### Preproducción
En febrero de 2022, se anunció nuevamente una secuela, esta vez producida por el estudio Plan B Entertainment de Brad Pitt, en colaboración con Warner Bros. En octubre de 2022, Burton declaró que no estaba involucrado en el proyecto, pero poco después rectificó, afirmando que «nada está descartado». En marzo de 2023, se informó en Variety que Jenna Ortega, quien había trabajado previamente con Burton en Wednesday, estaba en conversaciones para interpretar a la hija de Lydia, mientras que ahora se esperaba que Burton dirigiera la película. En mayo, Danny Elfman anunció su regreso para componer la banda sonora de la secuela, al mismo tiempo que se reveló que Ortega había sido confirmada como protagonista. Los creadores de Wednesday, Alfred Gough y Miles Millar, fueron los encargados de escribir el guion. Además, Justin Theroux y Willem Dafoe se unirían al elenco en roles no revelados. Catherine O'Hara retoma su papel como Delia Deetz, y Monica Bellucci se unió al elenco como la esposa de Beetlejuice. Se anunció que Colleen Atwood, colaboradora frecuente de Burton, estaría a cargo del diseño de vestuario para la película.

### Rodaje

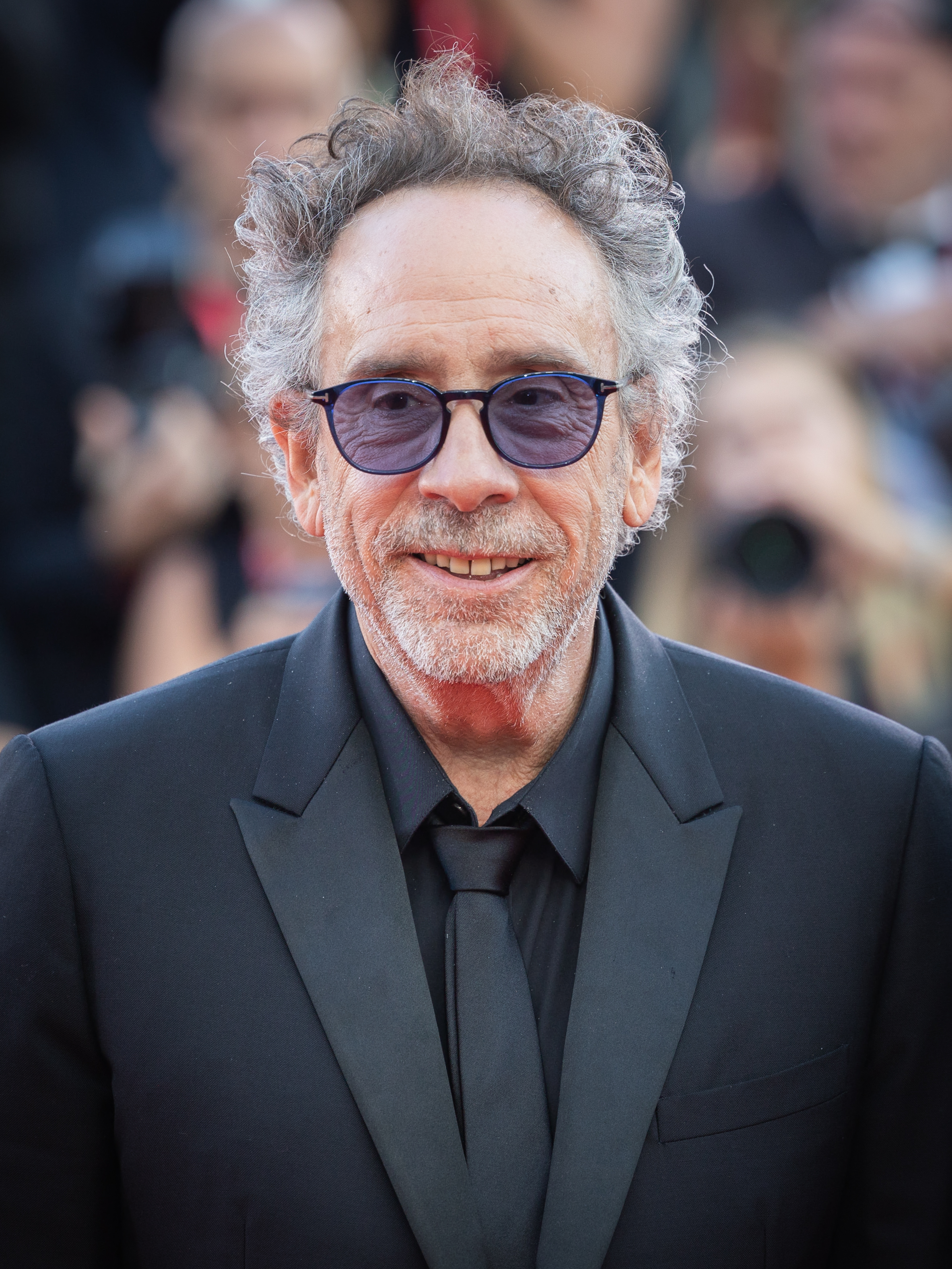
El director de cine Tim Burton en la edición 81º Festival Internacional de Cine de Venecia de 2024.

En un principio, se había programado que la filmación comenzara a mediados de 2022. Sin embargo, posteriormente se aplazó y se fijó una nueva fecha de inicio esperada para el 10 de mayo de 2023, que tendría lugar en Londres si la huelga de la WGA no causaba otro retraso. La producción fue confirmada oficialmente al día siguiente de la fecha prevista. El 18 de mayo de 2023, se informó que la filmación estaba teniendo lugar alrededor del Princess Helena College en Preston, Hertfordshire, Inglaterra. El rodaje de exteriores tuvo lugar en East Corinth, Vermont (la ubicación de las escenas al aire libre de la película original), a mediados de 2023.  El rodaje se suspendió en julio debido a la huelga SAG-AFTRA de 2023.  Burton describió la película, que disfrutó haciendo, como «99% hecha».  Le quedaban dos días de producción, la cual fue interrumpida, contactándose con Ortega para continuar filmando cuatro días después de terminar la huelga.  La filmación se reanudó el 16 de noviembre de 2023 en Melrose, Massachusetts,  y concluyó en Vermont el 30 de noviembre de 2023.

### Postproducción
En marzo de 2024, Keaton había visto un borrador completo de la película y declaró que a partir de entonces se realizarían más ediciones.Más tarde ese mes, se afirmó en The Hollywood Reporter que Jeffrey Jones no repetiría su papel de Charles Deetz en la película.

### Mercadotecnia
En enero de 2024 se presentó el primer póster de la película, El 22 de marzo, se estrenó el primer tráiler mundial de la película, con gran aceptación entre el público. 

## Estreno
La película fue estrenada en cines por Warner Bros. Pictures el 6 de septiembre de 2024, incluidos compromisos IMAX.  En febrero de 2024, se reveló el título de la película y se reiteró su fecha de estreno.   

## Respuesta de la crítica
En el sitio web agregador de reseñas Rotten Tomatoes, el 75 % de las 365 reseñas de críticos son positivas, con una puntuación media de 5,9/10.

## Premios y nominaciones
| Año  | Premio              | Nominado                                 | Categoría                   | Resultado | Ref.   |
| ---- | ------------------- | ---------------------------------------- | --------------------------- | --------- | ------ |
| 2025 | Kids' Choice Awards | Beatlejuice Beatlejuice                  | Película favorita           | Nominada  | [ 60 ] |
| 2025 | Kids' Choice Awards | Jenna Ortega por su papel de Astrid Diez | Actriz de película favorita | Nominada  | [ 60 ] |
| 2025 | Kids' Choice Awards | Winona Ryder como Lydia Deetz            | Actriz de película favorita | Nominada  | [ 60 ] |
| 2025 | Kids' Choice Awards | Michael Keaton como Beetlejuice          | Villano favorito            | Nominado  | [ 60 ] |